# Giovanni Travaglini
Giovanni Travaglini (Napoli, 30 ottobre 1924 – Roma, 15 novembre 2020) è stato un politico e ingegnere italiano, esponente della Democrazia Cristiana ed ex-parlamentare europeo.

## Biografia
È stato eletto alle elezioni europee del 1979 per il primo Parlamento Europeo a suffragio diretto, e poi subentrato nel 1988-1989, nelle liste della DC. È stato membro della Commissione per la politica regionale e l'assetto territoriale, della Commissione per i trasporti, della Delegazione per le relazioni con i paesi membri dell'ASEAN e dell'Organizzazione interparlamentare dell'ASEAN (AIPO), della Commissione per l'energia, la ricerca e la tecnologia.
Ha aderito al gruppo parlamentare del Partito Popolare Europeo.